# Rangkul
Rangkul (tádžicky Рангкул) je jezero na Pamíru v Horním Badachšánu v Tádžikistánu. Má rozlohu 7,8 km². Převážně je hluboké 2,5 m. Leží v nadmořské výšce 3782 m.

## Pobřeží
Břehy jsou ploché, místy bažinaté.

## Vodní režim
Z jezera odtéká řeka Uzjukdarja do západně ležícího jezera Šorkul.

## Vlastnosti vody
Slanost vody kolísá. Někdy je mírně slaná, většinou však sladká.